# Gmach Państwowego Banku Rolnego w Krakowie
Gmach Państwowego Banku Rolnego – zabytkowy budynek znajdujący się w Krakowie, w dzielnicy I przy ul. J. Dunajewskiego 8, na rogu z ul. Garbarską 2, na Piasku. 

## Historia
Gmach został wzniesiony na trapezoidalnej działce w miejscu wyburzonego XIX-wiecznego neogotyckiego Hotelu Krakowskiego. Projekt budynku wykonał w 1938 architekt Wacław Krzyżanowski, który został wybrany w drodze konkursu zamkniętego. Budowę rozpoczęto w tym samym roku. W czasie II wojny światowej budynek miał być przebudowany na hotel. 9 października 1948 Państwowy Bank Rolny rozpoczął urzędowanie w gmachu, ale prace wykończeniowe trwały jeszcze do 1951. Pierwotnie gmach miał być wyższy o jedną kondygnację, lecz został obniżony podczas niemieckiej okupacji. Po wojnie prace kontynuowano pod kierunkiem Wacława Krzyżanowskiego.

## Architektura

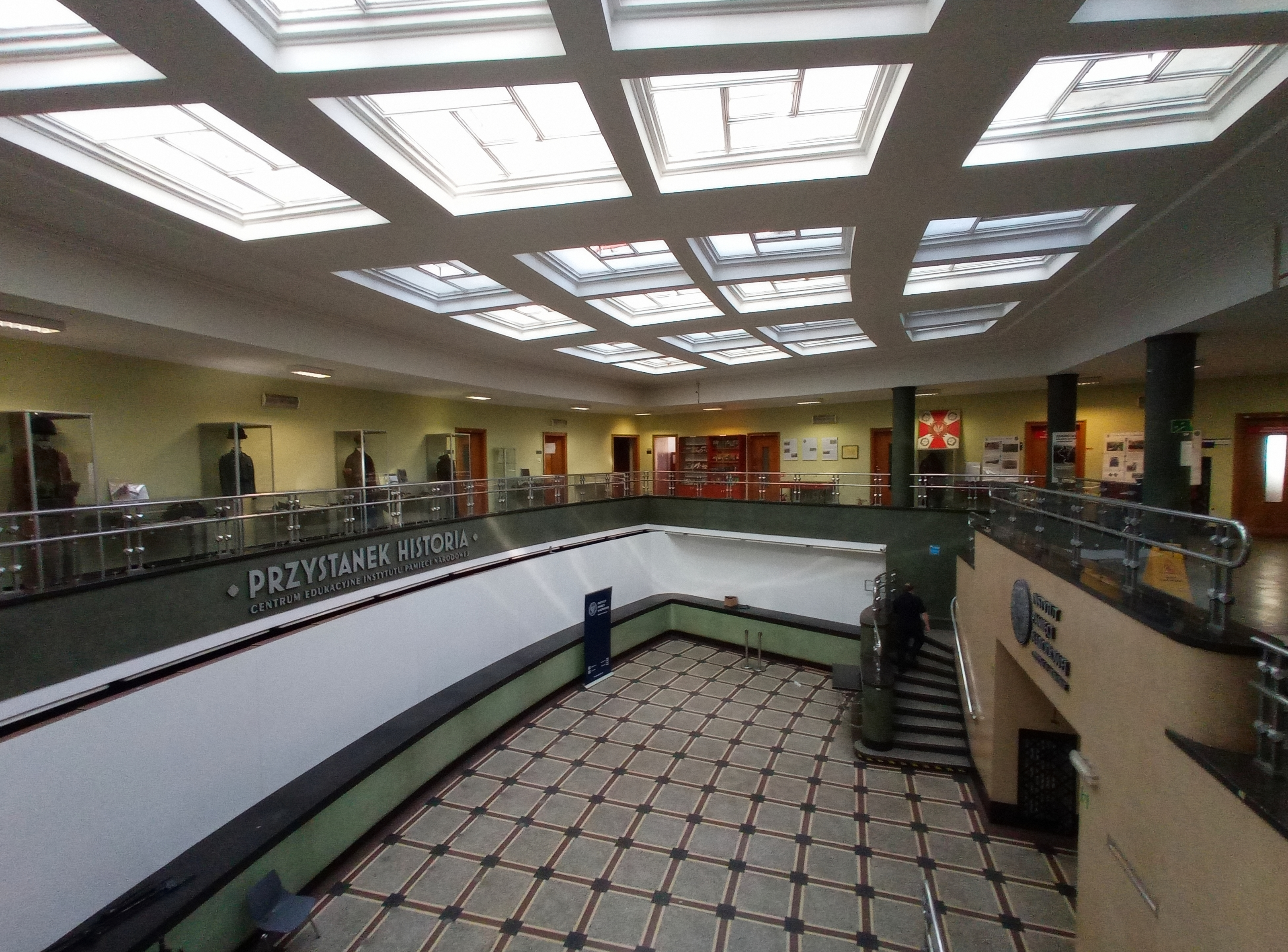
Wnętrze (2022)

Jest przykładem architektury modernistycznej końca lat 30. XX wieku, gdzie funkcjonalizm połączono z luksusowymi materiałami wykończeniowymi oraz monumentalnym, nowym klasycyzmem. Gmach łączy w sobie funkcję mieszkalną i biurową, z wydzieloną częścią bankową. Wzniesiono go w konstrukcji mieszanej: w dolnych partiach od poziomu suteren do pierwszego piętra zastosowano żelbet, powyżej przeważa lekki, żelazny szkielet. Założenie podzielono na dwie części: przednią, dwukondygnacyjną z pomieszczeniami bankowymi oraz tylną w formie wieżowca z biurami w parterze oraz mieszkaniami na wyższych piętrach. Fasada części mieszkalnej wygina się łukowo, a jej centralna partia posiada na całej wysokości prześwit podzielony monumentalnymi, smukłymi filarami. W budynku zaprojektowano mieszkania o zróżnicowanym standardzie: od kawalerskich po pięciopokojowe ze służbówkami. W części bankowej wyróżnikiem jest wstęgowy układ okien bocznych elewacji. W obu partiach widoczne są odniesienia do tradycji klasycznej: wejście do banku ujęto w portyk z wielkim porządkiem filarów, dźwigających niepełne belkowanie z trójdzielnym architrawem. Wrażenie klasycyzowania wzmacnia rytm filarów w prześwicie oraz wydatne gzymsy zwieńczające wieżowiec. Starannie wykończono elewacje budynku, które pierwotnie posiadały kwadratowe i prostokątne podziały, obecnie zachowane jedynie w partii mieszkalnej. Wnętrza banku posiadają reprezentacyjny charakter. Szerokie schody prowadzą do foyer, za którym znajduje się obszerna sala bankowa nakryta żelbetowo-szklanym stropem z kasetonami. Wzdłuż ściany, naprzeciwko wejścia umieszczono kolumnadę stanowiącą tło dla stanowisk operacyjnych, natomiast z drugiej strony znajdują się półkoliste schody z chromowanymi balustradami w konwencji art déco. Sala operacyjna udekorowana jest wielobarwnymi materiałami okładzinowymi.

## Źródła
- Praca zbiorowa: Zabytki Architektury i budownictwa w Polsce. Kraków, Krajowy Ośrodek Badań i Dokumentacji Zabytków Warszawa 2007, ISBN 978-83-9229-8-1
- Praca zbiorowa Encyklopedia Krakowa, Wydawnictwo Naukowe PWN, Warszawa-Kraków 2000, ISBN 83-01-13325-2